# ブラック・アイス
『ブラック・アイス』（原題:The Black Ice）は、アメリカのミステリー作家マイクル・コナリーによる1993年の小説で、ハリー・ボッシュ・シリーズの長編第2作である。
麻薬捜査班の刑事の死体がモーテルの一室で発見され、ボッシュはメキシコの麻薬密売ネットワークとの関連を探っていく。

## あらすじ
クリスマスのロサンゼルス。数日前から行方不明だったハリウッド署麻薬捜査班の刑事カル・ムーアがモーテルで死亡しているのが発見される。ショットガンで頭を吹き飛ばした自殺という様子であった。前作『ナイトホークス』の事件で肩を負傷してメキシコで数ヶ月傷病休暇を取って復帰していたボッシュは捜査を開始する。
ボッシュはその数週間前にムーアとバーで話しており、そのときにメキシコから密輸されている麻薬「ブラック・アイス」の流通ルートをムーアのチームが追っていると聞かされていた。
ボッシュの同僚ルーシャス・ポーターがメンタル不調で退職したいと申し出て、ボッシュは彼の担当していた事件のひとつを引き継ぐことになる。それはメキシコ系の男が飲食店の裏で死んでいたというものだった。死亡推定時刻からは、その死体がどこか別の場所から運ばれてきたことがうかがえ、当時死体を発見したのはムーアだった。ボッシュはムーアが彼宛に残したというファイルを受け取る。そこにはメキシコのソリージョという男が組織的にブラック・アイスを製造しているという容疑が記されていた。
ボッシュは検死局のテレサ・コラソンから、死んだメキシコ人から不妊化処理されたハエが見つかったこと、そのハエの処理工場もメキシコにあることを聞かされ、彼がメキシコで殺されて運ばれてきたと推理する。ボッシュはバーでポーターを見つけてムーアとの関係を問いただし、彼はムーアからメキシコ人殺害の捜査を遅らせるように頼まれたと白状する。その直後、ポーターは殺害される。
ボッシュは車でメキシコに行き、死んだメキシコ人の身元を確認し、彼がハエの処理工場で働いていたことや、その工場がソリージョの牧場のすぐ近くに位置していることを知る。ボッシュは連邦麻薬取締局に連絡し、ソリージョが牧場で麻薬を製造してハエの処理工場を通じて米国に密輸している疑いを共有する。
現地でソリージョの顔写真を見たボッシュは、それがムーアの自宅にあった写真で少年時代のムーアの隣に立っていた少年であることを見抜き、ムーアがソリージョと古くから知り合いで、何らかのいさかいで彼に消されたという可能性を推理する。ムーアの故郷はメキシコとの国境に位置する町カレクシコウであった。
連邦麻薬取締局がソリージョの牧場を一斉摘発することになり、ボッシュも同行する。現場では銃撃戦になるが、ソリージョの姿は見つからない。現場に残された足跡を見たボッシュは、ムーアが死んでおらず、彼の死体だと思われていたのは彼に殺されたソリージョだったのだと思い当たる。
ボッシュはカレクシコウに残されているムーアの生家に行き、そこでムーアを見つける。ムーアは、ここに住んでいた父親が数年前に死んでこの館を買い取ったこと、その維持費を賄うためにソリージョを殺して組織を乗っ取ったこと、途中でじゃまになった者たちを次々に殺したことを自白する。そして銃に手を伸ばそうとしたところをボッシュに撃たれて死亡する。
ロサンゼルスでは真相を知らないロサンゼルス警察がムーアの葬儀を行う。ボッシュは警視正補のアーヴィングに真相を知らせるが、彼はスキャンダルを避けて葬儀を予定通り行う。捜査の過程でボッシュはムーアの妻シルヴィアと惹かれ合い、交際することにする。

## 主な登場人物
- ハリー・ボッシュ: ロサンゼルス市警ハリウッド署殺人課の刑事
- カレクシコウ（カル）・ムーア: ハリウッド署麻薬捜査班の刑事
- シルヴィア・ムーア: カルの妻
- テレサ・コラソン: 検死局長代理
- ルーシャス・ポーター: ボッシュの同僚
- ウンベルト・ソリージョ: メキシコの麻薬王
- カルロス・アギラ: メキシコ警察の刑事
- ハーヴェイ・パウンズ: ボッシュの上司
- アーヴィン・アーヴィング: ロサンゼルス市警の警視正補

## 作品の評価

### 批評家によるレビュー
パブリッシャーズ・ウィークリー誌は、「この小説は、彼をストーリーテリングの優れた才能を持つ作家として確立した。」と評した。

### 受賞歴
- アンソニー賞長編賞（1994年）ノミネート
- ファルコン賞（1995年）受賞